# Žirovnica (gemeente)
Žirovnica (Duits: Scheraunitz) is een gemeente in de Sloveense regio Gorenjska en telt 4071 inwoners (2002). De gemeente bestaat uit tien woonkernen en dorpen, te weten Breg, Breznica, Doslovče, Moste, Rodine, Selo pri Žirovnici, Smokuč, Vrba, Zabreznica en Žirovnica zelf, dat met 550 inwoners (2002) de grootste plaats in de gemeente is. Zetel van de gemeente is Breznica. In het dal van de Završnica in de gemeente ligt een waterkrachtcentrale uit 1914, die sinds 1952 door de waterkrachtcentrale in de Sava wordt beheerd.

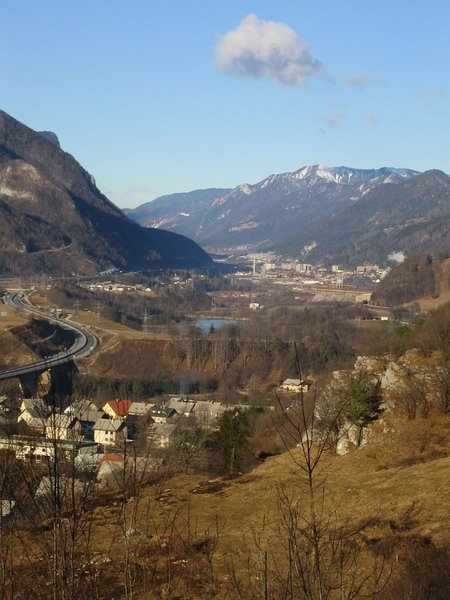
Uitzicht vanuit Žirovnica met op de achtergrond het stuwmeer van de waterkrachtcentrale en Jesenice

Žirovnica ligt aan de voet van de Karawanken en is uitgangspunt voor bergwandelingen.

## Bezienswaardigheden
- In Breznica ligt de parochiekerk Maria Moeder van Smarten, die in 1819 werd gebouwd. Hier ligt ook een votiefkerkje van H. Radegunda van voor 1468.
- In Žirovnica ligt de oudste kerk in de gemeente. Deze kerk van H. Martinus werd voor het eerst genoemd in 1468. De bouw is van oorsprong Romaans. In de eerste helft van de 15e eeuw werden gotische elementen toegevoegd (presbyterium). Tijdens de barok werd de kerk vergroot en een nieuwe klokkentoren gebouwd. In de nabijheid van de kerk zijn archeologische resten uit de Romeinse oudheid en sporen van Slavische graven uit de vroege middeleeuwen gedaan.
- In Vrba staat de van voor 1400 daterende kerk H. Marcus.
- Rodine beschikt over een kerk van H. Clemens, oorspronkelijk gebouwd in de tweede helft van de 10e eeuw maar later verwoest en rond 1600 geheel herbouwd. De stijl en interieur zijn op enkele uitzonderingen na geheel 17e-eeuws.
- Waarschijnlijk uit het begin van de 15e eeuw dateert de kerk van H. Kantianus in Selo. Dit kerkgebouw heeft een aantal 15e-eeuwse fresco's in de stijl van de school van Villach, vergelijkbaar met die in Mariapfarr en Sankt Gandolf an der Glan (Sveti Gandolf nad Glino).
- In Studenčice ligt de kerk van H. Florianus, oorspronkelijk gewijd aan H. Rupert van Salzburg. Het gebouw werd voor het eerst in 1436 vermeld. Zowel aan de binnen- als buitenkant bevinden zich schilderingen uit de 14e en 15e eeuw.

## In Žirovnica geboren

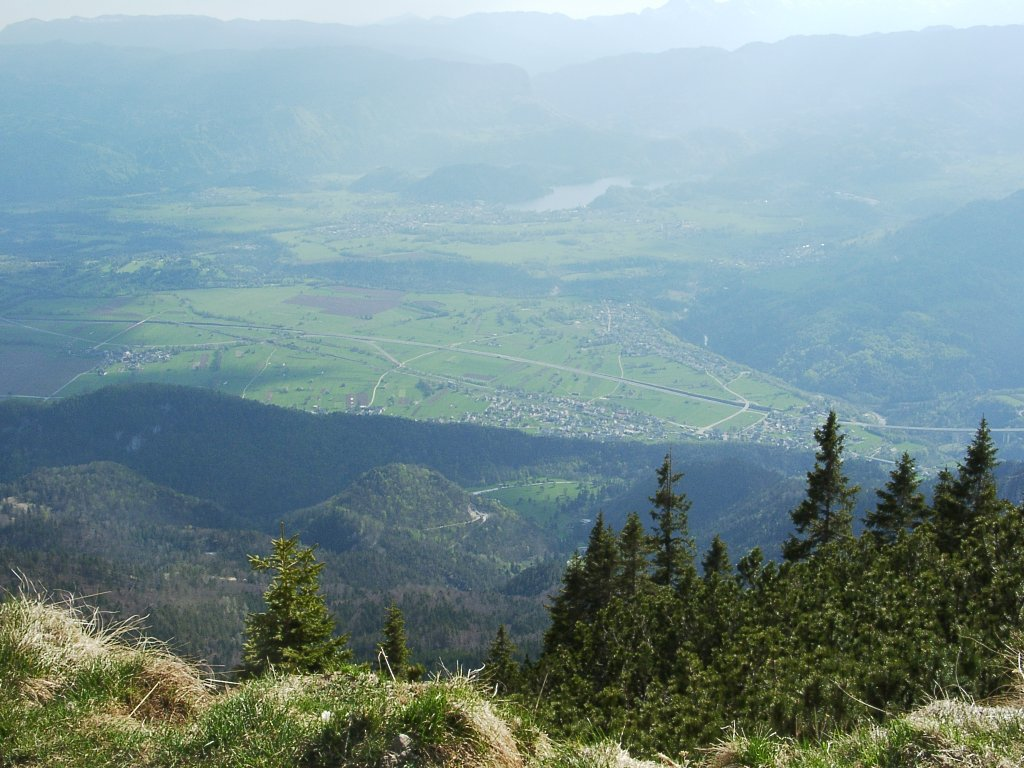
Panorama westelijk deel van Žirovnica, op de achtergrond het meer van Bled

- Matija Čop (Žirovnica, 1797-1835), literatuurcriticus en linguïst
- Fran Saleški Finžgar (Doslovče, 1871-1962), schrijver
- Janez Jalen (Rodine, 1891-1966), schrijver
- Anton Janša (Breznica, 1734-1773), imker
- France Prešeren (Vrba, 1800-1849), dichter